# Moira Shire
Moira Shire is een Local Government Area (LGA) in Australië in de staat Victoria. Moira Shire telt 28.671 inwoners. De hoofdplaats is Cobram.